# Dronabinol
Dronabinol este numele dat unei forme specifice de tetrahidrocanabinol, fiind utilizat ca stimulant al apetitului, antiemetic și în tratamentul apneei în somn. Ca medicament, este aprobat de FDA pentru tratamentul anorexiei induse de SIDA și al greții și vomei induse de chimioterapie.
Dronabinolul este principala formă enantiomeră psihoactivă a (−)-trans-Δ⁹-tetrahidrocanabinolului întâlnit în cannabis.